# Lê Đức Đạt
Lê Đức Đạt (1928-1972), nguyên là một sĩ quan cao cấp gốc Kỵ binh của Quân lực Việt Nam Cộng hòa, cấp bậc Đại tá. Ông xuất thân từ trường Võ bị Liên quân do Chính phủ Quốc gia Việt Nam thành lập dưới sự hỗ của Quân đội Pháp tại nam Cao nguyên Trung phần. Ra trường ông được chọn về Binh chủng Thiết giáp. Ông đã phục vụ ở đơn vị này được một thời gian ngắn, sau chuyển sang đơn vị Bộ binh. Năm 1972 khi đang là Tư lệnh Sư đoàn Bộ binh, ông tử trận tại Đăk Tô, Kon Tum. Được truy thăng cấp bậc Chuẩn tướng.

## Tiểu sử & Binh nghiệp
Ông sinh năm 1928 trong một gia đình doanh nhân tại Hà Đông (nay thuộc Hà Nội) miền Bắc Việt Nam. Năm 1947, ông tốt nghiệp Trung học chương trình Pháp tại Hà Nội với văn bằng Tú tài bán phần. Được bổ dụng làm công chức một thời gian trước khi gia nhập quân đội.

### Quân đội Quốc gia Việt Nam
Tháng 6 năm 1951, thi hành lệnh động viên của Chính phủ Quốc gia Việt Nam, ông nhập ngũ vào Quân đội Quốc gia, mang số quân: 48/300.374. Theo học khóa 5 Hoàng Diệu tại trường Võ bị Liên quân Đà Lạt, khai giảng ngày 1 tháng 7 năm 1951. Ngày 24 tháng 4 năm 1952 mãn khóa tốt nghiệp với cấp bậc Thiếu úy hiện dịch. Ra trường, ông được chọn về đơn vị Thiết giáp và tiếp tục theo học khóa căn bản Binh chủng tại Trung tâm Huấn luyện Thiết giáp Viễn Đông của Pháp tại Vũng Tàu. Tháng 9 năm 1952 mãn khóa về đơn vị, ông được cử làm Trung đội trưởng thuộc Đại đội 5 Thám thính, đồn trú tại Thái bình. Cuối năm 1953, ông được thăng cấp Trung úy giữ chức vụ Đại đội trưởng Đại đội 5 Thám thính.
Đầu tháng 1 năm 1954, ông được chuyển qua làm Trưởng ban Hành quân tại Bộ chỉ huy Trung đoàn 3 Thám thính tân lập tại Hà Đông. Tháng 11 cùng năm ông được thăng cấp Đại úy và được cử đi du học khóa cao cấp Thiết giáp tại trường Thiết Kỵ Saumur Pháp, đến tháng 8 năm 1955 mãn khóa.

### Quân đội Việt Nam Cộng hòa
Tháng 3 năm ăm 1956, sau một thời gian ngắn từ Quân đội Quốc gia chuyển sang phục vụ Quân đội Việt Nam Cộng hòa ông được thăng cấp Thiếu tá và được cử làm Trung đoàn trưởng Trung đoàn 3 Thám thính đồn trú tại Ban Mê Thuột, thay thế Thiếu tá Trần Văn Ái. Giữa năm 1957, Trung đoàn 3 Thám thính được đổi tên thành Trung đoàn Thiết giáp, ông được lệnh bàn giao Trung đoàn lại cho Thiếu tá Nguyễn Đình Bảng. Ngay sau đó được cử đi làm Chỉ huy trưởng Trung tâm Huấn luyện Cơ giới Bảo an ở Vũng Tàu.
Đầu tháng 11 năm 1963, sau cuộc đảo chính Tổng thống Ngô Đình Diệm (ngày 1 tháng 11). Ngày 3 tháng 11, ông được thăng cấp Trung tá tại nhiệm. Đầu năm 1964, sau cuộc Chỉnh lý ngày 30 tháng 1 của tướng Nguyễn Khánh, ông biệt phái sang lĩnh vực Hành chính Quân sự và được bổ nhiệm chức vụ Tỉnh trưởng kiêm Tiểu khu trưởng Phước Tuy.
Cuối năm 1967, ông nhận lệnh bàn giao tỉnh Phước Tuy lại cho Trung tá Trần Vãng Khoái. Trở lại quân đội ông được chuyển sang đơn vị Bộ binh và được cử làm Tham mưu trưởng Sư đoàn 25 Bộ binh. Giữa năm 1968, ông được chỉ định chức vụ Tư lệnh phó Sư đoàn 25 dưới quyền Tư lệnh Sư đoàn là Chuẩn tướng Phan Trọng Chinh).
Tháng 6 năm 1969, ông được thăng cấp Đại tá, chuyển ra Vùng 2 chiến thuật được cử làm Tư lệnh phó Sư đoàn 22 Bộ binh do Chuẩn tướng Lê Ngọc Triển làm Tư lệnh. Đầu tháng 3 năm 1972, ông được bổ nhiệm làm Tư lệnh Sư đoàn 22 Bộ binh thay Thiếu tướng Lê Ngọc Triển xin từ nhiệm vì lý do sức khỏe.

## Thất thủ và tử trận
Ngày 24 tháng 4 năm 1972, trong Chiến dịch Xuân – Hè 1972, đối phương đã điều động một lực lượng gồm nhiều đơn vị mạnh được tăng cường trọng pháo, thiết giáp cùng bộ binh tùng thiết tấn công Bộ tư lệnh Tiền phương của Sư đoàn 22 Bộ binh trấn đóng tại Tân Cảnh, Đắk Tô. Đại tá Lê Đức Đạt chỉ huy đơn vị đồn trú chống đỡ cho đến lúc thế cùng lực kiệt. Để tránh bị bắt làm tù binh, ông đã rời hầm chỉ huy mở đường máu thoát ra sân bay L.19 thì bị lọt vào ổ phục kích của đối phương, ông bị tử trận tại nơi này lúc 17 giờ 45 buổi chiều cùng ngày, hưởng dương 44 tuổi (cũng là thời điểm Tân Cảnh hoàn toàn thất thủ). Ông được truy thăng cấp bậc Chuẩn tướng và truy tặng đệ tam đẳng Bảo quốc Huân chương kèm Anh dũng Bội tinh với nhành dương liễu.

## Gia đình
Phu nhân: Bà Nguyễn Thị Bích Lộc (sau 1975, cùng con cháu định cư ở Pháp).